# Sheqānlīq
Sheqānlīq (persiska: سقانليق, Seqānlīq, شقانليق) är en ort i Iran.   Den ligger i provinsen Markazi, i den centrala delen av landet, 130 km sydväst om huvudstaden Teheran. Sheqānlīq ligger 1 183 meter över havet och antalet invånare är 826.
Terrängen runt Sheqānlīq är kuperad åt sydväst, men åt nordost är den platt.Runt Sheqānlīq är det ganska glesbefolkat, med 27 invånare per kvadratkilometer. Närmaste större samhälle är Sāveh, 8,2 km öster om Sheqānlīq. Trakten runt Sheqānlīq består i huvudsak av gräsmarker.